# Nicolás Fernando Suárez
Nicolás Fernando Suárez (Lanús, Provincia de Buenos Aires, Argentina, 2 de enero de 1992) es un futbolista argentino. Juega como mediocampista y actualmente se encuentra sin equipo.

## Clubes
| Club               | País      | Año         |
| ------------------ | --------- | ----------- |
| Lanús              | Argentina | 2012        |
| Atlanta            | Argentina | 2013        |
| Defensa y Justicia | Argentina | 2014        |
| Deportivo Español  | Argentina | 2015        |
| Deportes Copiapó   | Chile     | 2016 - 2017 |
| Always Ready       | Bolivia   | 2017 - 2018 |
| San Isidro         | Bolivia   | 2018 - 2021 |
| Academia FC        | Bolivia   | 2021        |
| El Porvenir        | Argentina | 2022        |